# Epiphyllum
Bladkaktussläktet[källa behövs] (Epiphyllum) är växtsläkte med cirka 15–20 arter inom familjen kaktusväxter. De är närstående släktet nattkaktussläktet (Selenicereus) vilka skiljs genom att blompipen har hår och taggar, vilket saknas hos Epiphyllum. Släktet kommer ursprungligen från Centralamerika och Mexiko, med några få arter i Västindien och Sydamerika. De flesta arter är epifytiter, men några uppträder även som markbundna. 

## Beskrivning
Stammarna är vid basen oftast mer eller mindre cylindriska och övergår i en platt och bred del. De egentliga bladen är tillbakabildade och syns bara som små fjäll vid areolerna. Växternas blommor blir 8–16 centimeter i diameter, de är alltid vita och med många hylleblad. Alla arter räknas som nattblommande, men några arter håller blommorna öppna dagen efter. De pollineras i första hand av nattfjärilar.
Det svenska namnet är bladkaktusar, ett namn som också används för komplexa hybrider mellan bland andra Epiphyllum och solkaktusar (Disocactus) , se bladkaktushybrider.

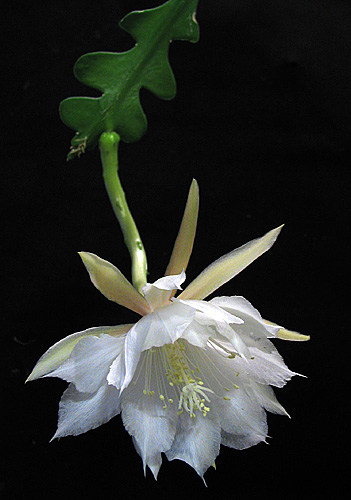
Flikig bladkaktus (Epiphyllum anguliger)

## Odling
Bladkaktusar är ganska populära som krukväxter och förutom de rena arterna förekommer en mängd framodlade hybrider med släktet Disocactus. Faktum är att de flesta plantor i handeln är just dessa hybrider som ibland samlas under namnet ×Disophyllum, se bladkaktushybrider.